# Transformação isotérmica

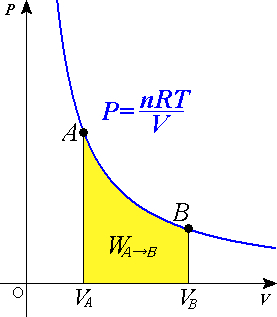
A curva que liga os pontos A e B representa uma transformação isotérmica em um gás perfeito.

Uma transformação isotérmica é uma transformação termodinâmica que ocorre a temperatura constante em um sistema fechado, sistema este que permite trocas de energia, mas não de matéria, entre o sistema e sua vizinhança. Isto tipicamente ocorre quando o sistema está em contato com um reservatório térmico exterior (banho térmico), e a mudança ocorre lentamente o suficiente para permitir que o sistema se ajuste continuamente a temperatura do reservatório pelo meio de troca de calor. Em contraste, um processo adiabático é um sistema onde não há troca de calor com o meio externo (Q = 0). Em outras palavras, em um processo isotérmico, ΔT = 0, mas Q ≠ 0, enquanto que em um processo adiabático, ΔT ≠ 0, mas Q = 0.

## Gás Ideal

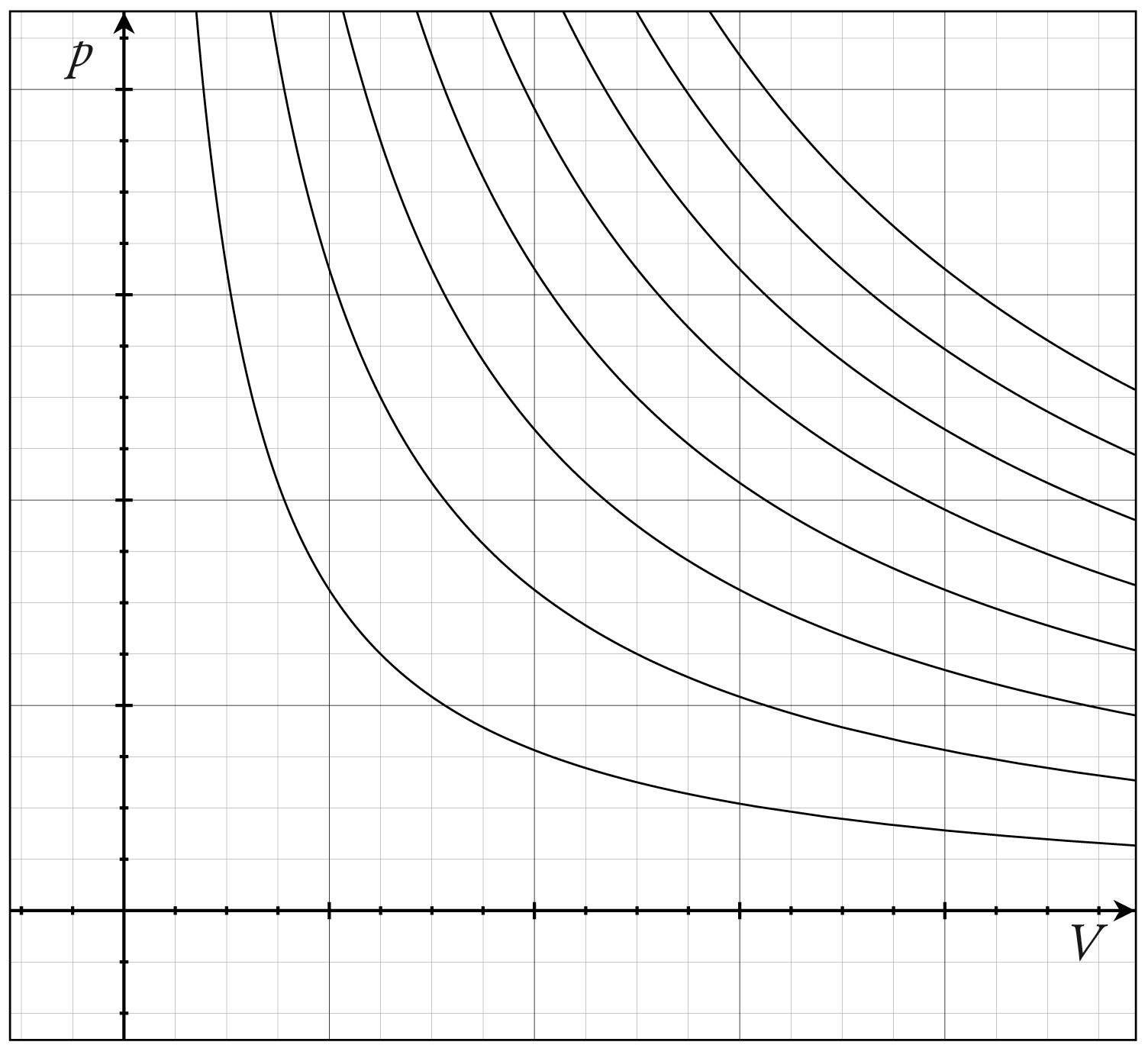
Várias isotermas de um gás ideal num diagrama PxV

Para o caso especial de um gás perfeito, onde se aplica a Lei de Boyle-Mariotte, o produto PV é uma constante, se o gás for mantido em condições isotérmicas. O valor da constante é nRT, onde n é o número de mols de gás presente e R é a constante dos gases perfeitos.
{\displaystyle p={nRT \over V}={{\text{constante}} \over V}}

## Formalismo
Em termodinâmica, o trabalho envolvido quando um gás passa do estado A para o estado B é simplesmente:
{\displaystyle W_{A\to B}=\int _{V_{A}}^{V_{B}}p\,dV}
Para uma transformação termodinâmica com a temperatura constante o trabalho de {\displaystyle A} para {\displaystyle B} (vide a figura no canto superior a direita) se dá da seguinte forma:
{\displaystyle W_{A\to B}=\int _{V_{A}}^{V_{B}}p\,dV=\int _{V_{A}}^{V_{B}}{\frac {nRT}{V}}dV=nRT\int _{V_{A}}^{V_{B}}{\frac {1}{V}}dV=nRT\ln {\frac {V_{B}}{V_{A}}}}
Obs.: Uma vez que a temperatura  ({\displaystyle T}) é constante ela pode ser retirada da Integral.
O sinal do trabalho vai depender dos casos em que ele for:
- Se for uma expansão isotérmica o trabalho é positivo, pois {\displaystyle V_{B}>V_{A}}, logo o logaritmo natural vai ser maior que 1. O logaritmo natural de um número maior do que 1 é positivo e, portanto, como era de se esperar, o trabalho {\displaystyle W} é positivo;

- Se for uma compressão isotérmica, {\displaystyle V_{B}<V_{A}}, de modo que a razão dos volumes é menor que 1. O logaritmo natural de um número menor que 1 é negativo e, portanto, o trabalho é negativo.

É também de notar que, em muitos sistemas, se a temperatura é mantida constante, a energia interna do sistema, também é constante, e assim {\displaystyle \Delta U=0}. Da Primeira Lei da Termodinâmica, {\displaystyle \Delta U=Q-W}. Então, {\displaystyle Q=W} para processos isotérmicos. Em um caso especial, quando nenhum calor é trocado pelo sistema e a temperatura é constante, então não há trabalho realizado. Assim, o {\displaystyle W=0}.